# Allongement (aéronautique)

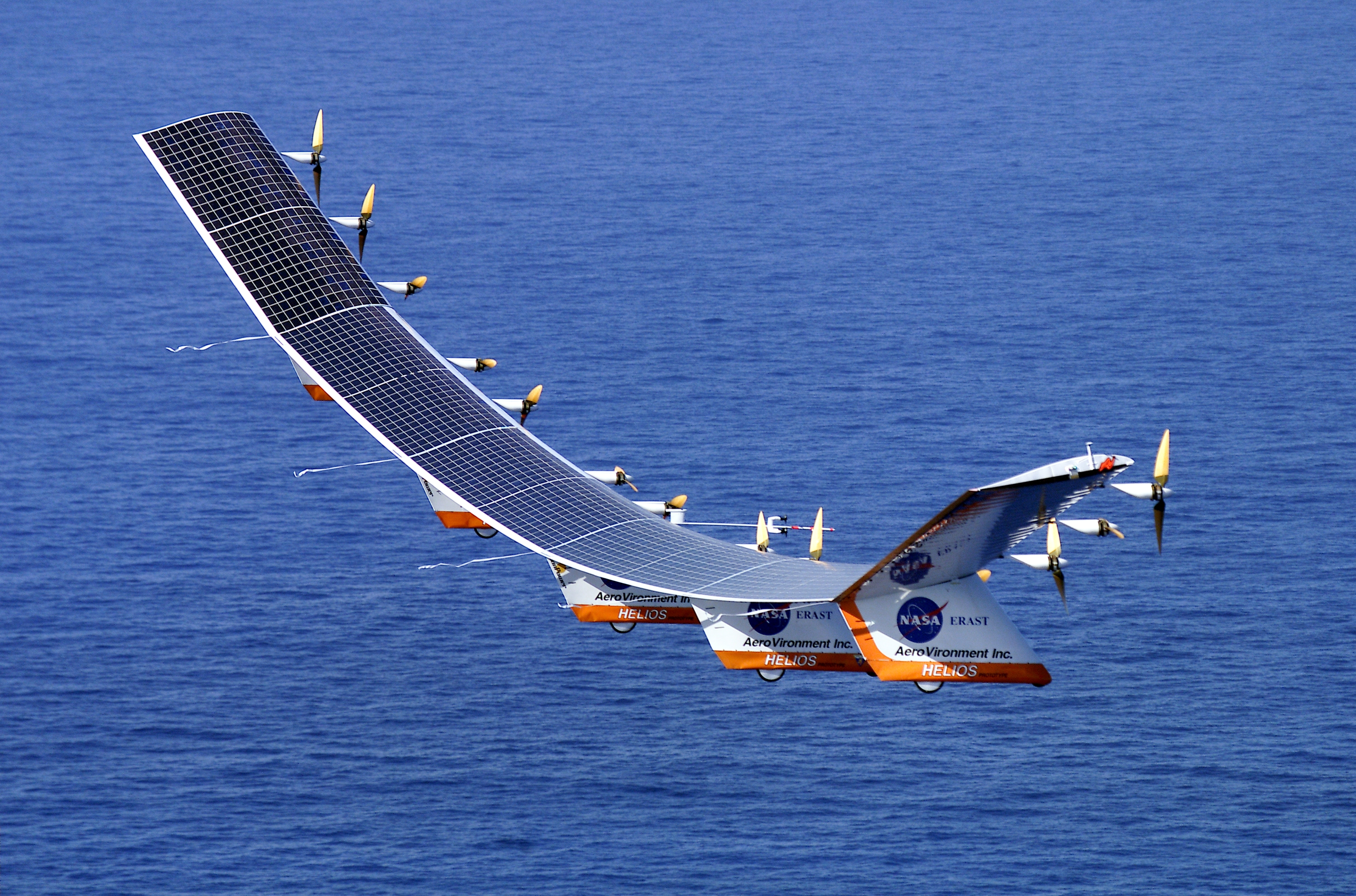
Aile à grand allongement de l'avion solaire Helios (NASA)

Pour les articles homonymes, voir Allongement.
En aérodynamique, l'allongement d'une aile (noté {\displaystyle \lambda } (lambda), ou AR scope pour l'anglais Aspect Ratio) est égal au quotient de l'envergure par la corde moyenne. Pour une aile rectangulaire sans flèche, il est donc égal au quotient de l'envergure par la corde. 
Pour une aile de forme quelconque, l'allongement est égal au carré de l'envergure divisé par la surface portante :
{\displaystyle \lambda ={b^{2} \over S}}
b étant l'envergure, S la surface portante de l'aile.
La finesse d'un avion augmente avec l'allongement de son aile.

## Définitions
La surface portante d'un aérodyne comprend les ailes ainsi que la partie du fuselage entre ces dernières.  
Un allongement élevé dénote une aile longue et étroite tandis qu'un allongement faible indique une aile large et plus trapue.

La formule donnée plus haut utilise la surface de l'aile, plutôt que simplement
{\displaystyle \lambda } = b / corde, car la longueur de la corde peut varier grandement. À corde constante les deux formules sont équivalentes.
L'allongement effectif est la valeur utilisée pour le calcul de la traînée induite par la portance. Il est généralement inférieur à l'allongement géométrique à cause des pertes marginales et des perturbations importantes dans la distribution de la portance en envergure : gros fuselage, nacelles des moteurs ; il peut cependant être supérieur quand l'aile présente des cloisons en ses bouts, appelées winglets).

## Portance et déflexion
Une aile génère sa portance dans le volume d'air dans lequel elle se déplace. Une aile à grande envergure se déplace dans un grand volume d'air, alors qu'une aile d'envergure plus petite travaille dans un volume plus petit, de masse plus faible. La portance dépendant de la déflexion de la masse d'air, une aile à faible envergure doit défléchir davantage cette masse d'air (par exemple en augmentant la cambrure du profil d'aile); la composante verticale de cette déflexion est proportionnelle à la traînée induite.

## Aile à grand allongement

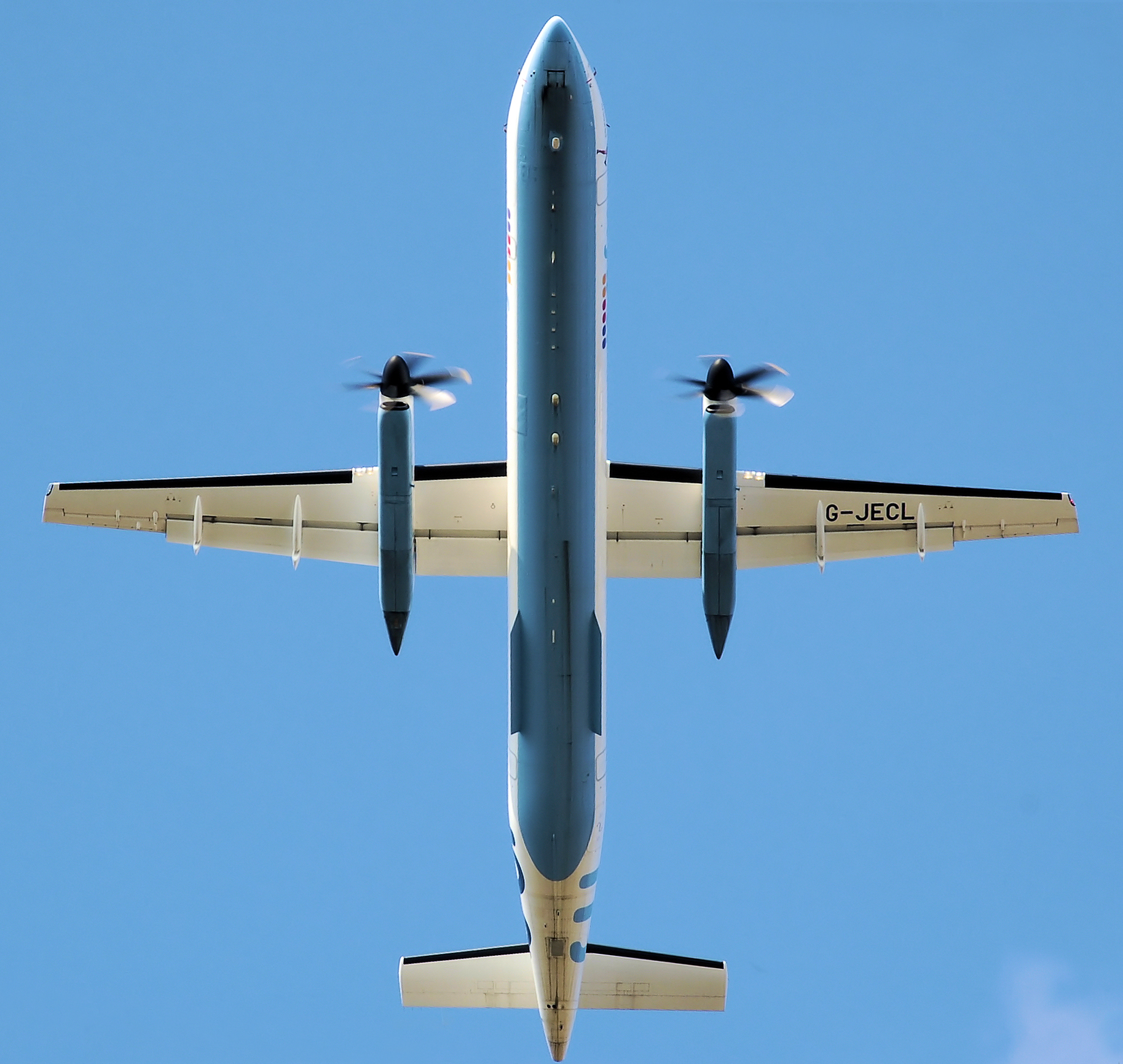
Le Bombardier Dash 8 présente une aile à grand allongement.

Bien que l'allongement et la surface soient des indicateurs importants en ce qui concerne les performances d'une aile, le facteur le plus important est l'envergure. Plus il y a d'envergure, moins il y a de traînée induite. 
La différence de pression entre l'extrados et l'intrados d'une aile portante provoque des tourbillons, et en particulier les tourbillons marginaux aux extrémités de l'aile. Comme une aile à grand allongement présente généralement des cordes marginales plus petites, l'intensité de ces tourbillons est plus faible que sur des ailes plus trapues.

## Aile à faible allongement

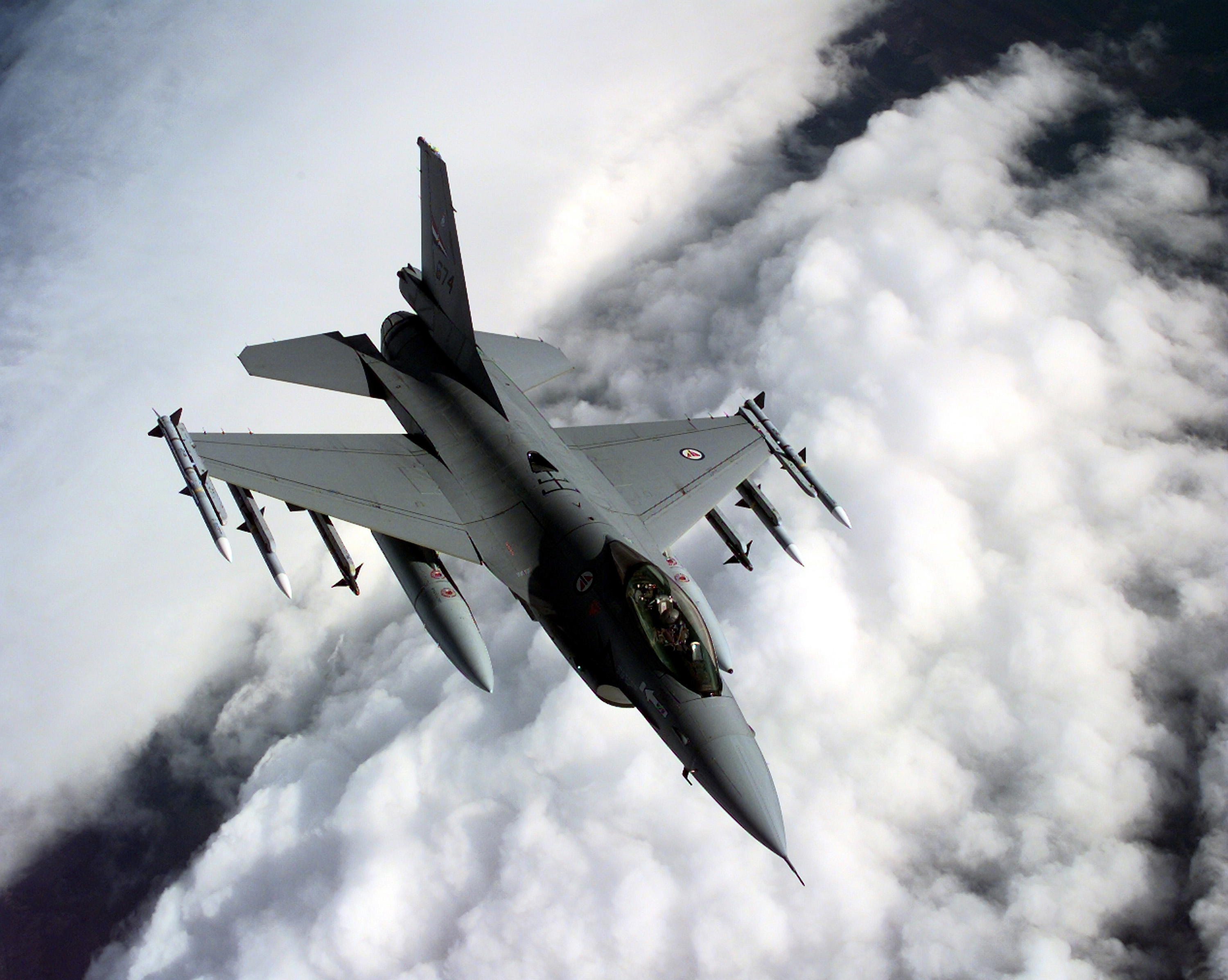
F-16, chasseur à faible allongement.

Une aile à faible allongement présente un certain nombre d'avantages : 
- Avantage structurel : pour une charge donnée, une aile courte est plus rigide (en flexion et en torsion) et plus légère qu'une aile longue qui peut davantage fléchir et se vriller. Une aile longue et en flèche peut se vriller, ce qui peut altérer l'effet des ailerons.
- Meilleure manœuvrabilité : une aile longue a plus d'inertie et donc une accélération angulaire de roulis plus faible qu'une aile à faible allongement. Les chasseurs, généralement supersoniques, ont un allongement faible parce qu'ils ont des profils d'ailes très fins, ce qui conduit à augmenter la corde et diminuer l'envergure à surface égale.
- Profil moins épais : une aile courte, dont les efforts en flexion sont plus faibles, peut avoir des longerons moins hauts et donc des profils plus fins, favorables aux grandes vitesses, pour reculer le Mach critique. Cet avantage concerne surtout les avions supersoniques utilisant des profils à épaisseur relative réduite. L'épaisseur relative de l'aile du Concorde est de 3 %.
- Corde de profil plus longue : le nombre de Reynolds du profil est plus élevé; cela peut donner un léger avantage de traînée de profil, de l'ordre de 2 % pour une corde 20 % plus longue.
- Avantage pratique : Une  aile à faible allongement a un volume interne plus élevé (étant donné qu'elle est normalement plus épaisse à surface égale), qui peut être utilisé pour placer les réservoirs de carburant, les trains d'atterrissage, ou d'autres systèmes. La mise au point de profils supercritiques, plus épais que les profils classiques, a réduit cet avantage.

## Aile à géométrie variable

Aile à flèche variable

Les avions dépassant la vitesse du son sont quelquefois dotés d'aile à flèche variable à cause de la grande différence de comportement du flux d'air entre le vol subsonique et transsonique ou supersonique.

En régime subsonique, la traînée induite constitue la majeure partie de la traînée totale ; et celle-ci diminue lorsque l'allongement augmente, quand la flèche est réduite ou nulle (aile dite « droite »).
 
En régime supersonique, l'onde de choc générée (qui apparaît sur l'extrados lorsque l'avion approche le mur du son) produit une traînée bien plus importante. Une aile à flèche faible ou nulle, efficace à basse vitesse, a un Mach critique vers  M 0.75. Plus la flèche augmente, plus le Mach critique est reculé (il peut aller jusqu'à M 0.95 pour une flèche de 45°). Le système lourd et complexe permettant de modifier la flèche des ailes permet d'obtenir une traînée minimale en subsonique et en supersonique.

## Valeurs d'allongement

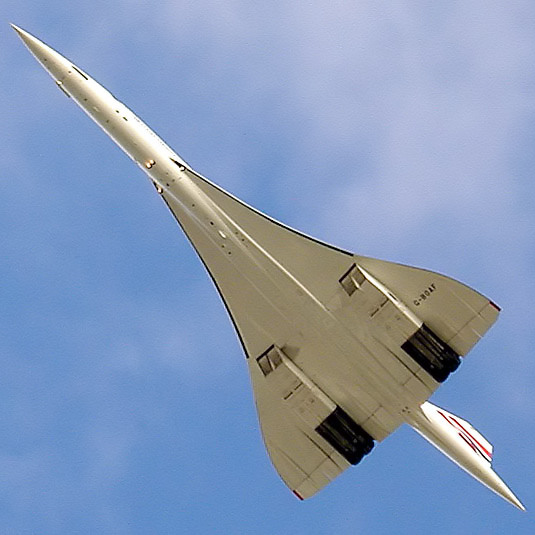
Aile delta du Concorde.

- Petit allongement : supersonique Concorde 1.55
- Moyen : avion léger, 5 à 8. Avion Robin DR-400 5.35
- Grand : 10 à 15, avion de transport régional ATR 12.4, Dash-8 13.4
- Très grand : > 20, avion solaire Helios 30, planeur Nimbus 4 39

Les pales d'hélicoptères sont des ailes à très grand allongement :
- Robinson R22, rotor diamètre 7,67 m, corde 0,188 m, allongement 42